# Babett Peter
Babett Peter, född 12 maj 1988 i Oschatz, Sachsen, är en tysk fotbollsspelare som spelar för Real Madrid.
Vid fotbollsturneringen under OS 2008 i Peking deltog hon i det tyska lag som tog brons.